# 雙色豹蟾魚
雙色豹蟾魚（学名：Opsanus dichrostomus），為輻鰭魚綱蟾魚目蟾魚科的其中一種，分布於中西大西洋區的加勒比海及墨西哥灣南部海域，棲息深度1-5公尺，體長可達12.6公分，為底棲性魚類。

## 外部連結
雙色豹蟾魚的圖片 （页面存档备份，存于）